# Советское (Сахалинская область)
Сове́тское — село в городском округе «Долинский» Сахалинской области России, в 22 км от районного центра.

## География
Село расположено на охотоморском, восточном побережье острова Сахалин, в устье реки Ай. В селе находится железнодорожная станция Советское (ранее также называлась Ай), Дальневосточной железной дороги Сахалинского региона.

## История
До 1905 года (когда Южный Сахалин был передан Японии) это было инородческое населённое место (айнское село) Ай, здесь жил и работал этнограф Бронислав Пилсудский (младший брат Юзефа Пилсудского), где изучал народ айнов. Село входило в состав Корсаковского округа Сахалинского отдела Российской империи. В ходе русско-японской войны село 14 июля 1905 года подверглось обстрелу со стороны японских военных кораблей. В 1905 году, в соответствии с Портсмутским мирным договором, Южный Сахалин отошёл к Японии и с 1907 года стал японской префектурой Карафуто. Вошедшее в округ Тоёхара, в эти годы село называлось Аихама (яп. 相浜).
В ходе Советско-японской войны в результате Южно-Сахалинской операции населённый пункт был занят войсками 56 стрелкового корпуса 16-й армии 2-го Дальневосточного фронта. Вошёл в состав новообразованной Южно-Сахалинской области в составе Хабаровского края РСФСР. В январе 1947 года Южно-Сахалинская область вошла в состав Сахалинской области, и на её территории были образованы советские органы власти: населённый пункт Аихама в январе 1947 года вошёл в состав Покровского сельского совета. Позднее был переименован в село Айск.
В 1949 году в селе было образовано отделение совхоза «Долинский», и начали прибывать переселенцы с материка. В 1950 году был образован совхоз «Свиновод», выведенный из подчинения совхозу «Долинский», в том же году была построена восьмилетняя школа, которая была заново переоборудована и расширена в 1956 году.
Приказом Министерства сельского хозяйства РСФСР от 19.10.1970 г. № 1060 совхоз «Свиновод» был переименован в совхоз «Советский», это также повлекло переименование села и железнодорожной станции.
В ходе благоустройства села была забетонирована главная улица, появились новые улицы: Зелёная, Новая, Речная.
В 1990 году был сдан Дом культуры на 300 мест, в 1991 году — детский сад на 120 мест.
В 2005 году введён в действие рыбоводный завод.

## Население
| 1925 | 1935  | 2002 | 2010 | 2013 | 2021 |
| ---- | ----- | ---- | ---- | ---- | ---- |
| 823  | ↗1432 | ↘794 | ↘598 | ↘556 | ↘397 |

По переписи 2002 года население — 794 человека (383 мужчины, 411 женщин). Преобладающая национальность — русские (75 %), татары (25%).

## Транспорт
В селе расположена станция Советское-Сахалинское Сахалинского региона Дальневосточной железной дороги.